# 以武漢命名的病毒列表
本列表包含以武汉命名的病毒物种、株系及高阶分类单元。

## 核糖病毒域

### 秦病毒科Qinviridae
武汉嬴病毒 （学名：Wuhan yingvirus），係嬴病毒属（Yingvirus）的模式物种。

### 楚病毒科Chuviridae
武汉芈病毒 （学名：Wuhan mivirus）

### 炮弹病毒科Rhabdoviridae
Wuhan ledantevirus

### 幻影病毒科Phasmaviridae
武汉蚊正幻影病毒1型 （学名：Wuhan mosquito orthophasmavirus 1）
武汉蚊正幻影病毒2型 （学名：Wuhan mosquito orthophasmavirus 2）
武昌蟑螂正幻影病毒1型（学名：Wuchang cockroach orthophasmavirus 1）
Wuhivirus 属 (Wuhan Insect virus) 
Insect wuhivirus

### 白细病毒科Phenuiviridae
武汉蝇帕西病毒 （学名：Wuhan fly phasivirus）